# San Jose (Dinagatöarna)
San Jose är en ort på Dinatagatön i Filippinerna. Den är administrativ huvudort för provinsen Dinagatöarna i regionen Caraga och har 25 532 invånare (folkräkning 1 maj 2000).
San Jose räknas officiellt inte som stad utan är en kommun. Kommunen är indelad i 12 smådistrikt, barangayer, varav samtliga är klassificerade som tätortsdistrikt.